# Calodactylodes aureus
Calodactylodes aureus är en ödleart som beskrevs av  Richard Henry Beddome 1870. Calodactylodes aureus ingår i släktet Calodactylodes och familjen geckoödlor. Inga underarter finns listade.